# دينيس إيبوتي
دينيس لورنس جينجوي إيبوتي (بالفرنسية: Denise Epoté)‏، (22 نوفمبر 1954 بنكغسوامبا في الكاميرون - ) هي صحفية كاميرونية على رأس إدارة أفريقيا في برنامج تي في 5 موند. كانت أول صحفية تقدم الأخبار باللغة الفرنسية على التلفزيون الوطني العام، تلفزيون الكاميرون (CTV)، الذي أصبح فيما بعد التلفزيون الإذاعي الكاميروني (CRTV). في يناير 2022 ، في نهاية مجلس إدارة المجموعة الصحفية ، تم تعيين Denise Epoté ثلاث مرات كمدير للتسويق لـ TV5Monde و PCA لـ TV5Monde USA و PCA لـ TV5Monde Latin America ، حيث تولى المنصب في 1 فبراير 2022.

## الجوائز والتمييزات
منذ بداية مسيرتها، تلقت دينيس إيبوتي العديد من الجوائز.
- 2006: وسام الاستحقاق الوطني الفرنسي.[3]
- 2006: فارس وسام الاستحقاق الوطني الكاميروني.[4]
- 2006: ضابط الفنون والآداب في بوركينا فاسو
- 2006: فارس وسام الاستحقاق الوطني السنغالي.[4]
- 2013: فارس وسام الشرف، أعلى وسام في فرنسا.[3]
- 2013: جائزة من قبل سكان المدينة المنورة في السنغال.
- 2022: في يناير 2022 ، في نهاية مجلس إدارة المجموعة الصحفية ، تم تعيين Denise Epoté ثلاث مرات كمدير للتسويق لـ TV5Monde و PCA لـ TV5Monde USA و PCA لـ TV5Monde Latin America ، حيث تولى المنصب في 1 فبراير 2022.